# Bothriothorax noveboracensis
Bothriothorax noveboracensis är en stekelart som beskrevs av Howard 1895. Bothriothorax noveboracensis ingår i släktet Bothriothorax och familjen sköldlussteklar. Inga underarter finns listade.